# Meikayla Moore
Meikayla Jean-Maree Moore (* 4. Juni 1996 in Christchurch) ist eine neuseeländische Fußballspielerin, die für die neuseeländische Nationalmannschaft aktiv ist.

## Karriere

### Vereine
Nachdem sie bei verschiedenen Vereinen in Neuseeland gespielt hatte, wurde Moore 2018 vom Bundesliganeuling 1. FC Köln verpflichtet, für den sie in der zweiten Saisonhälfte acht Ligaspiele bestritt. Nachdem der Verein am Ende der Saison als Vorletzter abgestiegen war, wechselte sie zum Ligakonkurrenten MSV Duisburg. In Duisburg kam sie zu 20 Ligaeinsätzen. Am 4. November 2018 erzielte sie bei der 1:2-Niederlage gegen Meister VfL Wolfsburg ihr erstes Bundesligator. Die Saison beendete Duisburg auf dem neunten Platz. Verletzungsbedingt konnte sie in der ersten Hälfte der Saison 2019/20 nicht eingesetzt werden. Erst zum Start der Rückrunde wurde sie wieder fit. Ende August 2020 wechselte sie zum englischen Zweitligisten FC Liverpool. Nach zwei Spielzeiten wechselte sie nach Schottland zum Glasgow City FC.
Seit April 2025 spielt sie für Calgary Wild FC in der neugegründeten kanadischen Northern Super League.

### Nationalmannschaft
Moore nahm im April 2012 mit der U-17-Mannschaft an der U-17-Ozeanienmeisterschaft 2012 teil. Mit dem Sieg bei der Meisterschaft hatte sich die Mannschaft für die U-17-Weltmeisterschaft 2012 in Aserbaidschan qualifiziert. Dort trafen die jungen Neuseeländerinnen aber auf stärkere Gegnerinnen. Nach drei Niederlagen schied Neuseeland als Gruppenletzter aus.
Am 26. September 2013 gab sie dann ihren Einstand in der A-Nationalmannschaft Neuseelands bei einem 4:0-Sieg gegen China.
Im Februar 2014 folgte die Teilnahme an der U-20-Ozeanienmeisterschaft 2014 in ihrer Heimat Neuseeland. Moore wurde aber nur in zwei Spielen eingesetzt, trug dabei aber die Kapitänsbinde. Mit drei Siegen konnte Neuseeland auch diese Meisterschaft gewinnen und sich für die U-20-Weltmeisterschaft 2014 in Kanada qualifizieren. Im März 2014 nahm sie dann mit der A-Nationalmannschaft am Zypern-Cup 2014 teil, bei dem Neuseeland nur das Spiel um Platz 11 gegen Finnland gewinnen konnte.
Im August 2014 folgte die Teilnahme an der U-20-WM in Kanada, wo sie in allen Spielen der Mannschaft zum Einsatz kam. Neuseeland belegte hinter Europameister Frankreich in der Gruppenphase Platz 2 und erreichte damit erstmals bei einer Weltmeisterschaft das Viertelfinale. Hier kam dann aber das Aus gegen den späteren Vizeweltmeister Nigeria.
Zwei Monate später nahm sie mit der A-Nationalmannschaft Neuseelands an der Ozeanienmeisterschaft 2014 teil, bei der sich Neuseeland für die Weltmeisterschaft 2015 qualifizierte. Moore wurde in den drei Spielen gegen die Cookinseln, Papua-Neuguinea und Tonga eingesetzt. Danach kam Moore nur noch am 15. Januar 2015 beim zweiten von zwei Testspielen gegen Dänemark zum Einsatz, die in Belek (Türkei) stattfanden. Am 14. Mai 2015 wurde sie in den Kader für die WM 2015 berufen. Bei der WM, bei der Neuseeland wieder in der Vorrunde ausschied, kam sie aber nicht zum Einsatz. Auch für die Olympischen Spiele 2016 wurde sie nominiert. Sie wurde aber nur beim 1:0-Sieg gegen Kolumbien in der 90. Minute eingewechselt. Die Neuseeländerinnen verloren die beiden anderen Spiele und schieden als schlechtester Gruppendritter aus.
Ab dem Zypern-Cup 2017 war sie dann Stammspielerin. Am 10. Juni 2018 erzielte sie bei der 1:3-Niederlage gegen Asienmeister Japan ihr erstes Tor für die A-Nationalmannschaft.
Bei der Ozeanienmeisterschaft 2018 wurde sie in vier der fünf Spiele eingesetzt und erzielte zwei Tore. Als Turniergewinner qualifizierten sich die Neuseeländerinnen für die WM 2019 und die Olympischen Spiele 2020.
Am 29. April wurde sie für die WM in Frankreich nominiert. Sie verpasste das Turnier jedoch, weil sie sich unmittelbar vor dessen Beginn im Training eine Achillessehnenruptur zuzog. Bei den wegen der COVID-19-Pandemie um ein Jahr verschobenen Olympischen Spiele 2020 in Tokio kam sie bei zwei der drei Niederlagen zum Einsatz.
Beim SheBelieves Cup 2022 unterlief Moore in ihrem 50. Länderspiel bei der 0:5-Niederlage gegen die Vereinigten Staaten im kalifornischen Carson ein historischer Eigentor-Hattrick zum 0:3-Halbzeitstand.
Für die WM 2023 in ihrer Heimat wurde sie nur als eine von drei Trainingspielerinnen nominiert. Da sie am 6. Juli auf die Trainingsrolle verzichtete, erhielt Grace Wisnewski ihren Platz. Bei den Olympischen Spielen 2024 hatte sie einen Kurzeinsatz gegen Gastgeber Frankreich.

## Erfolge
- U-17-Ozeanienmeister 2012
- U-20-Ozeanienmeister 2014
- Ozeanienmeister 2014 und 2018